# باري إدلستاين
باري إدلستاين (بالإنجليزية: Barry Edelstein)‏ هو مخرج أمريكي، ولد في 11 مارس 1965 في باترسون في الولايات المتحدة.